# Албанци в България
Албанци, т.е. население с произход предимно от територията на Република Албания – на територията на Република България, е емигрирало масово по време на Османската империя. Към 2016 г., Мандрица е единственото известно като албанско селище в България. Предходно, през средновековието, земите на днешна Албания били в състава на Първата и Втората българска държава, като по-интегрирани били тези на днешна южна Албания, за разлика от онези останали във византийската тема Дирахий – постфактум Албанско кралство, което номинално е под неаполитанската корона. В дубровнишката грамота последните земи са маркирани като арбанска земя (днес този район се намира на територията на област Дебър). 

## Асимилация
Предвид спорната народностна стойност на това население с произход от т.нар. през Възраждането Арнаутлък, то въпреки своя местен език, попаднало в българска среда, се претопява. Това важи най-вече за албанците-християни. 
Струи албанско население, или по-точно арнаути, както са били известни сред българите, са протичали към Източните Балкани през Шопско към Мизия и Тракия от територията на днешна Северна Албания, както и от Епир. Арнаутите са също така известни в Елада като арванити, а в Южна Италия (Магна Греция) – като арбъреши.
Селища в днешна България с т.нар. арнаутско население били :
1. Арбанаси;
2. Копиловци;
3. Червена вода;
4. Пороище;
5. Добрина;
6. Девня;
7. София през 17 век със своята арнаутска махала /еснафи – сладкари и бозаджии/ имала предимно арнаутски облик;
8. Горно Арбанаси;
9. Долно Арбанаси;
10. както и Кратово – на територията на днешна Северна Македония, чийто жители постафактум масово се преселват в Кюстендилско.

## Преселения
Т.нар. арнаути от българските земи участвали в редица бунтове по време на османското владичество, след което се изселвали във Влашко, Молдова и Новорусия. Също така много арнаутски селища имало и в Източна и Западна Тракия. 